# شون كونوتون
شون كونوتون (بالإنجليزية: Sean Connaughton)‏ هو ضابط أمريكي، ولد في 25 فبراير 1961 في بروكلين في الولايات المتحدة.